# Basilisc (fill d'Armat)
Basilisc (en grec: Βασιλίσκος) era l'únic fill del comandant de l'exèrcit romà d'Orient Armat i va anar breument Cèsar de l'Imperi Romà d'Orient els anys 476-478.
Després de la mort de l'emperador romà d'Orient Lleó I l'any 474, el seu nét Lleó II va prendre el tron. Lleó II va morir el mateix any i el seu pare, Zenó, va ascendir al tron. Poc després de l'ascensió de Zenó, el besoncle de Basilisc, també dit Basilisc, va obligar a Zenó a exiliar-se i ell va prendre el tron. No obstant això, Basilisc aviat va perdre el suport d'Armat, qui el va trair en arribar a un acord amb Zenó. Armat tindria el rang de magister militum praesentialis de per vida, i el jove Basilisc seria nomenat Cèsar. Cèsar era un títol imperial d'alt rang i implicava que qui el posseïa era l'hereu al tron. Basilisc va ser coronat a finals del 476, Zenó aviat, però, va actuar contra el pare de Basilisc, executant a Armat i exiliant a Basilisc a Blanquerna al Corn d'Or com a lector de l'església. Més tard, Basilisc es va convertir en sacerdot i bisbe de Cízic. És possible que sobrevisqués fins al regnat de Justinià I (r. 527-565).
Apareix a la crònica de Victor de Tunnuna, qui suggereix que Basilisc i Lleó II són la mateixa persona, afirmant que la mare de Lleó II, Ariadna va fingir la seva mort. L'historiador Brian Croke sosté que la història és falsa, considerant això com un intent de Víctor d'explicar l'existència d'un Lleó viu a la seva època, ja que aquest era possiblement el nom real del jove Basilisc.

## Biografia
Basilisc era fill d'Armat, el magister militum per Thracias de l'Imperi Romà d'Orient, i va néixer el 470. Armat era nebot de l'emperadriu Verina i del futur emperador Basilisc.

### Antecedents

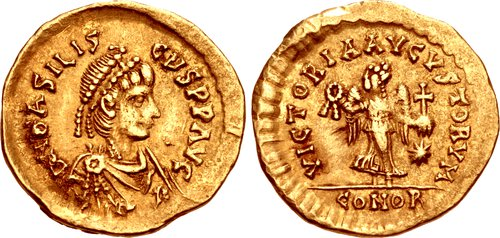
Tremís de Basilisc.

Quan l'emperador romà oriental Lleó I va emmalaltir el 473, va designar al seu net, Lleó II, fill de Zenó  i Ariadna, hereu a l'octubre del mateix any. Lleó I va morir el 18 de gener del 474, i Lleó II va pujar al tron. Zenó va ser instal·lat com coemperador i coronat el 29 de gener. Quan Lleó II va morir a la tardor, Zenó es va convertir en l'únic emperador oriental. Zenó no era popular entre el poble ni entre la classe senatorial, en part simplement perquè era isauri, un poble considerat com a bàrbar, i en part pel temor a que promogués a isauris als alts càrrecs. Encara que Verina havia donat suport a l'elevació de Zenó com coemperador, es va tornar contra Zenó una vegada que es va convertir en emperador únic. Verina va conspirar per a usurpar-li el càrrec d'emperador, i els historiadors generalment accepten que ella planejava instal·lar al seu amant i magister officiorum, Patrici, com a emperador i casar-se amb ell..Va rebre el suport del general Teodoric Estrabó i el seu germà Basilisc, que va aconseguir reclutar a Il·los i Trocund, així com a Armat. La conspiració va tenir èxit, obligant a Zenó ha fugir a Isàuria el 9 de gener del 475, ja sigui després d'assabentar-se de la conspiració o després de ser convençut per Verina que la seva vida estava en perill.Basilisc va convèncer al Senat perquè ho l'aclamés emperador, en comptes de Patrici.
L'emperador Basilisc va perdre ràpidament el suport a Constantinoble a causa dels alts impostos, les polítiques eclesiàstiques herètiques i un desastre natural vist per ell mateix com un senyal de la ira divina. Si bé l'ascens de Basilisc va ser legal, ja que les usurpacions confirmades pel Senat es consideraven legítimes, era un fet que no havia passat durant més d'un segle a l'Imperi Romà d'Orient. A més, era políticament incompetent i temperamental, la qual cosa li va fer perdre gran part del seu suport. Encara que Basilisc va ser inicialment secundat per les elits de l'Imperi Romà d'Orient, mai va guanyar una reputació favorable entre la gent comuna, la qual cosa va afeblir la seva legitimitat; els seus conflictes amb el Patriarca de Constantinoble, Acaci, van reduir el seu suport del poble de Constantinoble, que era majoritàriament calcedoni. Basilisc es va veure obligat a imposar forts impostos per la gairebé fallida de l'Imperi i va vendre càrrecs públics per diners. Va utilitzar el praefectus urbi, Epinic, antic aliat de Verina, per a extorquir a l'església. Verina es va tornar contra l'emperador Basilisc després de l'execució del seu amant i va començar a conspirar per a retornar a Zenó al poder. Més tard va buscar refugi a Blanquerna. No se sap si va fugir perquè ja havia començat a planejar el derrocament de Basilisc i temia que ell descobrís el pla, o va començar a donar suport al retorn de Zenó després de fugir. Va romandre allí fins la mort de l'emperador Basilisc.
L'emperador Basilisc va investir a Armat com magister militum praesentalis suposadament per insistència de la seva esposa Zenònia. Això va posar a Teodoric Estrabó en contra seva, ja que odiava a Armat. Armato també va ser nomenat cònsol en 476, al costat de l'emperador Basilisc. Il·los i Trocund, que assetjaven a Zenó a Isàuria, van canviar de bàndol i s'hi van aliar. Il·los, possiblement animat per la seva influència sobre Zenó gràcies a l'empresonament del seu germà, Longí, va decidir aliar-se amb ell i va marxar cap a Constantinoble amb les seves forces combinades. L'emperador Basilisc va ordenar a Armat que prengués el comandament de totes les tropes de la Tràcia i Constantinoble, així com de la guàrdia del palau, i es dirigís contra ells. Malgrat el seu jurament de lleialtat, Armat va trair a Basilisc quan Zenó li va oferir nomenar-ho magister militum praesentalis de per vida, i que el seu fill, Basilisc, seria coronat com a Cèsar.

### Cèsar

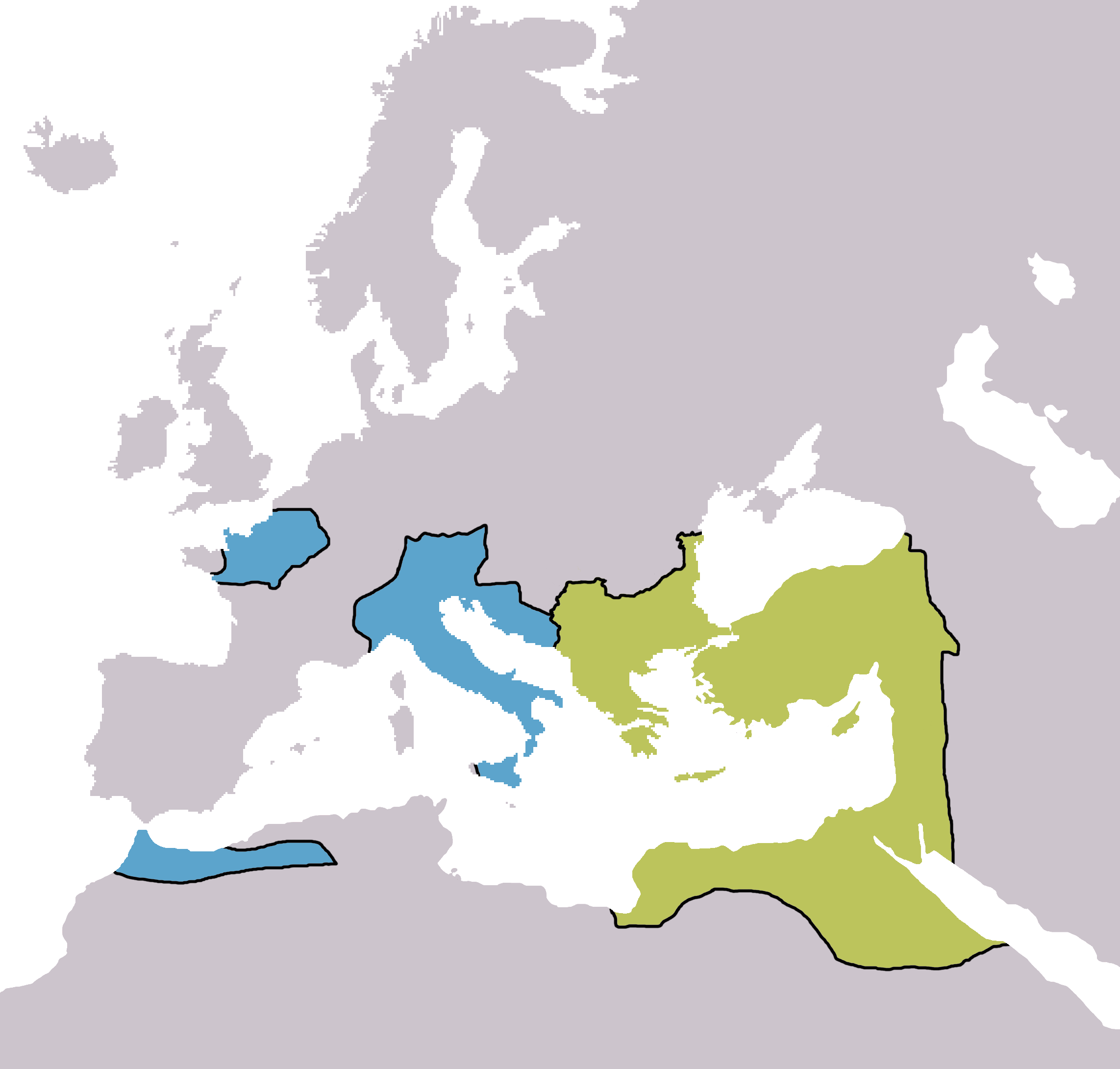
Un mapa d'Europa l'any 476 d.C., que mostra l'extensió de les seccions oriental (verda) i occidental (blava) de l'Imperi Romà.

Basilisc probablement viatjava amb el seu pare Armat, i per tant de camí a Constantinoble; Basilisc va ser coronat Cèsar al palau imperial de Nicea a finals de l'any 476. L'historiador Brian Croke assenyala que la coronació es va realitzar "sens dubte amb tot el ritual i esplendor habitual". Zenó i Basilisc van prendre llavors un vaixell cap a Constantinoble, mentre Armat marxava cap a Isàuria. Zenó i Basilisc van entrar a Constantinoble sense oposició a l'agost del 476. L'ancià Basilisc i la seva família van fugir i es van refugiar a una església, d'on només van sortir quan Zenó va prometre no executar-los. Zenó els va exiliar a Limnas a Capadòcia, on van ser empresonats en una cisterna seca i abandonats a la seva sort perquè morissin de fam. Segons algunes fonts, també van ser decapitats. Zenó i Basilisc van oficiar llavors els jocs celebrats a l'Hipòdrom de Constantinoble i van elogiar als genets de carros victoriosos, la qual cosa Croke va dir "un gest habitual però vital per a reforçar la legitimitat". Donades les controvertides associacions polítiques del seu nom, és possible que es canviés el nom pel de Lleó i que així aparegui referit a les monedes.
Croke comenta que després que Zenó es va restablir a Constantinoble, va començar a considerar la posició d'Armat, i va avaluar que el seu suport era "extremadament fràgil". Armat s'havia compromès a servir a l'emperador anterior, però el va trair quan va veure una oportunitat d'ascendir. Croke comenta que Zenó devia preveure que Armat podria considerar treballar per a accelerar la successió eliminant a Zenó. Zenó va prendre la iniciativa i va manar matar a Armat, però va perdonar la vida al jove Basilisc. Basilisc va ser enviat a convertir-se en lector en una església a Blanquerna al Corn d'Or. Croke considera que es tracta d'un "curs d'acció segur i habitual", assenyalant els precedents recents dels emperadors romans occidentals Avit, obligat a abdicar i convertir-se en bisbe de Placentia, i Gliceri, qui va ser nomenat bisbe de Salona. Assenyala a més que la curta edat de Basilisc no seria un impediment, ja que no era estrany en aquella època que els lectors fossin joves. L'ús de Basilisc com a lector el trobem explicada per l'historiador contemporani Càndid Isauri, l'obra del qual va ser preservada per Foci. Teòfanes el Confessor, escrivint basant-se en una font de confiança, que Croke assenyala que poden ser fragments perduts de Malalas explica que va ser l'esposa de Zenó, Ariadna, qui va intercedir en nom de Basilisc a causa del seu parentiu, ja que era cosina d'Armat. Es desconeix el temps que va ocupar aquest càrrec a Blaquerna, més tard es va convertir en bisbe de Cízic, i es diu que era molt capaç. Croke postula que aquesta capacitat significaria que va ser dues o tres dècades després de ser deposat que Basilisc va arribar a ser bisbe, entre els trenta i quaranta anys. Després d'aquest punt, poc se sap de Basilisc; es desconeix quan va morir, o si va romandre com a bisbe fins a la seva mort, però probablement va viure fins al regnat de Justinià. La teoria que diu que va ocupar el càrrec de bisbe en una etapa més avançada de la seva vida està expressada explícitament per Nicèfor Cal·list, basant-se en fonts contemporànies ara perdudes. És possible que es retirés a una església de Constantinoble, possiblement a Blanquerna, després de servir com a bisbe de Cízic.

## Possible confusió amb Lleó II
A la Crònica de Victor de Tunnuna, que Croke considera "una obra d'altra banda relativament acurada i precisa", conté una entrada que contradiu la història oficial de la mort de Lleó II, afirmant que Lleó no va morir en 474, sinó que la seva mare Ariadna tement per la seva vida el va substituir per un nen d'aspecte similar. Segons aquesta narració, Lleó va estar amagat en una església local i va viure fins al regnat de Justinià. Croke assenyala que és qüestionable que la història aparegui en una font de tal qualitat, especialment d'un home que va viure en un monestir a Constantinoble durant el regnat de Justinià. Comenta a més que la història sembla repetir-se en tots els monestirs de la capital, i possiblement als carrers, i per tant va arribar a les mans de Víctor directament, amb la suficient fiabilitat com perquè ell cregués que era correcta. Croke assenyala que si Basilisc va viure fins al regnat de Justinià, tindria uns cinquanta i tants anys a tot estirar, i probablement seria una figura que atreuria "fama i atenció local" com a emperador deposat. Malgrat això, el seu paper clerical hauria eliminat qualsevol amenaça que representés per a Justinià. Croke comenta que la coincidència entre Basilisc i la narrativa que envolta a Lleó és "sospitosa": on Lleó era un nen-emperador suposadament amagat en una església de la capital, per instigació d'Ariadna, es va demostrar que Basilisc era el veritable nen-emperador. Víctor afirma que el supòsit supervivent Lleó era un membre ordenat de l'església regular, i no un simple monjo; suggereix que Lleó només va viure fins a principis del regnat de Justinià. Com assenyala Croke, cap altra figura podria haver estat el Lleó supervivent: no hi havia altres emperadors o pretendents rivals vius durant el govern de Justinià, i molt menys el nombre més petit d'emperadors nens. Per aquestes raons, Croke conclou que no hi ha "cap raó que valgui la pena" per a rebutjar la informació proporcionada per Victor, i que en lloc de complicar l'assumpte creient que Basilisc també es deia Lleó, tot i que, conclou, si potencialment es demostra que és cert, "oferiria la solució més satisfactòria fins al moment a un notori enigma de la numismàtica romana tardana".
L'enigma particular es relaciona amb la continuïtat de la moneda emesa: quan Lleó I va elevar per primera vegada a Lleó II al rang de augustus, els sòlids emesos van retratar-ho. Durant la successió d'esdeveniments que van incloure morts i revoltes, els sòlids cronològicament portava les imatges de Lleó II només, Lleó II i Zenó, Zenó només, Basilisc, Basilisc i Marc, i després un altre cop Zenó. No obstant això, es troben sòlids i tremís que daten del període exacte posterior al regnat de Basilisc i porten la imatge de l'emperador Zenó i un Cèsar Lleó. Diversos erudits han proposat explicacions per a les monedes: alguns erudits moderns van suggerir una atribució anterior al govern conjunt dels emperadors Zenó i Lleó II, i el numismàtic Oscar Ulrich-Bansa assenyala que sense registres històrics, Lleó II i Zenó van ser elevats conjuntament a la posició de Cèsar per Lleó I. No obstant això, recerques posteriors han refutat aquestes teories al datar afirmativament les monedes en un període posterior al regnat de Basilisc i Marc: Diversos tremís van ser encunyats a partir d'un encuny que anteriorment havia encunyat monedes per a Basilisc i Marc, i existeix continuïtat entre les dues representacions. Per aquestes raons, el numismàtic John Kent afirma que: "Clarament, Zenó i Lleó... van ser contemporanis o immediatament posteriors al regnat de Basilisc i Marc". No existeixen monedes que datin del govern conjunt de l'emperador Zenó i el Cèsar Basilisc, alguns han datat les monedes més antigues en aquest període; el numismàtic primerenc Nicolas Damas Marchant, per exemple, ha estat acceptat pel bizantinista Ernst Stein, i implícitament també pels autors de la Prosopografía de l'Imperi Romà Tardà. No obstant això, els estudis numismàtics recents han tendit a coincidir amb la conclusió de Kent: que aquestes monedes representen a Zenó i Lleó, i altres fills de desconeguts de Basilisc, qui els va elevar a la Cèsars al elevar a Marc a August. Se sap amb certesa que Basilisc va tenir altres fills, encara que s'han perdut els seus noms. Sosté la possibilitat que les monedes representin monedes complementàries, en lloc de posteriors, i admet que no existeix "evidència documental", però postula que Zenó i Lleó són probablement noms dels fills de Basilisc, atès que ell era espòs de Zenonis i germà de la vídua de Lleó I. Croke sosté que la renuència de Kent a declarar afirmativament que Zenó i Lleó representen fills de Basilisc és comprensible atès que gairebé no hi ha evidència literària que algun dels seus altres fills fos masculí, a part de la raresa que els encunys de Basilisc i Marc estiguin ratllats si se suposa que són monedes complementàries. Per tant, Croke considera que la teoria de Kent és "en el millor dels casos, inconcluyente".
Croke ofereix una explicació que Victor, o la tradició que estava seguint, es va veure obligat a explicar la presència d'un antic nen-emperador anomenat Lleó davant la seva mort, i per tant es va veure obligat a esmentar el primer per a explicar el segon. Per tant, és possible, sosté Croke, que el coneixement comú romà oriental, havent oblidat el breu regnat del jove Basilisc, també conegut com a Lleó, inventés una història en la que Lleó II va sobreviure per a explicar l'existència de l'ex emperador nen. Croke afirma que Víctor comprensiblement dubtaria dels fets establerts que van envoltar a Lleó II, concloent que la narració no representa una invenció deliberada, sinó més aviat els millors esforços d'un cronista. La narració podria servir almenys per a confirmar que el jove Basilisc va regnar sota el nom de Lleó i va viure fins al regnat de Justinià.